# إيرنان لوبيث دي يانغواس
فيرنان أو إيرنان لوبيث دي يانغواس (بالإسبانية: Hernán López de Yanguas)‏، ولد في عام 1487 في بلدية يانغواس في مقاطعة سوريا الإسبانية، ولم يُعرف له تاريخاً لوفاته، حيث اشتهر بكونه مؤلفاً وعالماً بالأدب الإنساني وكاتباً مسرحياً ومختصاً بالأمثال والحكم الإسبانية إبان عصر النهضة.

## حياته
اعتبرت سيرته الذاتية مثيرة للجدل، ومما لا شك فيه، عُرف عنه بأنه كان حاملاً للبكالوريا وعالماً بالأدب الإنساني مساهماً في خدمة ذوي رتبة الكونت الشرفية في أغويلار ومن ثم استهل في خدمة ذوي رتبة الدوق الشرفية في ألبوركيركي. وأشاركذلك خوان دي بالديس ولورينثو بالمينيرو ونيكولاس أنتونيو إلى إيرنان وشهرته التي عُرفت عنه في زمنه.

## الأعمال الأدبية
نُسِبَت إلى إيرنان ستة أعمال أدبية كان قد ساهم بها في مسارح البلاط الملكي؛ «شعر الرعاع ومهزلة عيد الميلاد» و«المهزلة المسرحية الدينية في الأغاني الشعبية» و«مهزلة العالم والأخلاق» التي ألفها في عام 1524، و«مهزلة كونكورديا» التي ألفها في عام 1529 حول معاهدة السلام بين إسبانيا وفرنسا المعروفة باسم سلام كامبري أو سلام السيدات. كذلك نُسِبَت إليه «المهزلة الفيروزية». اُعتبرت «المهزلة المسرحية الدينية في الأغاني الشعبية» أقدم أعماله التي تنتمي إلى أدب المسرحية الدينية. كما يوجد طبعة منقحة ومحدثة لأعماله الأدبية.
وكالعالماً بالأدب الإنساني، ألَّف أعمالاً أدبية أخرى تكسوها خصالٌ تهذيبيةٌ؛ جمع في كتابٍ أسئلة وإجابات عن الفلسفة الطبيعية (مشكلات وخمسمائة سؤال عن الحياة)، وصنف الأمثال والحكم في كتاب (أمثال حكماء غراثيا الستة في الميزان، ميدينا ديل كامبو، 1543)، وكتب بالأسلوب اللوثيانيكي (حوار الذبابة، فالنسيا، 1521) التي تناول فيها مأساة الوضع الإنساني. كما أنه ألَّف مناظرة رمزية تحابي «مديح الحمق» ـ التي ألفها إيراسموس دي روتيردام ـ وعنونها بـ «انتصارات الحمق» (1521).